# Moraea galpinii
Moraea galpinii là một loài thực vật có hoa trong họ Diên vĩ. Loài này được (Baker) N.E.Br. miêu tả khoa học đầu tiên năm 1929.